# Francesco Schira
Francesco Schira   (Illa de Malta, 16 d'octubre de 1809 - Londres, 15 d'octubre de 1883) fou un compositor i director d'orquestra italià.
Estudià al Conservatori de Milà, i en aquesta ciutat estrenà la seva primera òpera, Elena e Malvina. Poc temps després fou contractat com a director d'orquestra de l'Òpera de Lisboa, on només hi va romandre un any en aquesta feina, passant amb les mateixes funcions a l'Òpera de Londres el 1842, i el 1847 al Drurylane de la mateixa capital. Vers l'any 1850 abandonà el teatre per a dedicar-se exclusivament a l'ensenyança del cant. Va compondre les òperes: Il fanatico per la musica, I cavalieri di Valenza, Theresa, Mina, Kenilworth, Niccolò de' Lapi, Selvaggia i Lia. Totes aquestes obres foren representades a Lisboa i Londres.